# Latarnia morska Alderney
Latarnia morska Alderney – latarnia morska położona na północno-wschodnim krańcu wyspy Alderney należącej do archipelagu Wysp Normandzkich.  Na zachód od niej znajduje się latarnia morska Casquets.
Latarnia została zbudowana w 1912 roku w celu wskazania niebezpiecznych dla żeglugi miejsc pomiędzy  Alderney a wybrzeżami Francji, obszaru najsilniejszych prądach morskich w Kanale La Manche.
Latarnia została zelektryfikowana w 1976 roku, a w pełni zautomatyzowana w 1997 roku. Ostatni latarnik opuścił ją 1 października 1997 roku.
W 2011 roku, z powodu zmniejszenia znaczenia latarni morskich jako punktów nawigacyjnych dla dużych jednostek morskich oraz redukcji kosztów ich utrzymania, zmniejszono zasięg światła z 23 mil morskich (43 km) do 12 mil morskich (22 km).
W tym samym czasie wyłączono sygnał mgłowy.